# Erie Philharmonic
La Erie Philharmonic è un'orchestra professionale situata a Erie, in Pennsylvania. Fondata nel 1913, dal 1974 la Filarmonica presenta i suoi spettacoli nella sua sede, il Warner Theatre di 2500 posti, in State Street nel centro di Erie.

## Storia
Il sindacato musicisti aveva tentato di formare un'orchestra sinfonica nel tardo 1890, ma non vi era alcun sostegno popolare a Erie e lo sforzo era fallito. Un altro tentativo di creare un'orchestra avvenne nel mese di aprile 1913, quando un gruppo di 40-50 musicisti provò per mesi per una esecuzione della Ouverture 1812 di Tchaikovsky e della Suite dal Peer Gynt di Edvard Grieg. Il concerto non ebbe mai luogo.
Fu solo alcuni mesi più tardi, il 30 novembre 1913, che nacque l'Erie Symphony Orchestra, primo tentativo della Filarmonica Erie. Durò poco più di due anni, con il suo ultimo concerto tenutosi il 20 febbraio 1916. Il 30 gennaio 1921 l'orchestra fu riorganizzata come la Seconda Symphony Orchestra. Durò cinque anni, con il suo ultimo concerto tenutosi il 2 maggio 1926.
La prima Filarmonica ha tenuto il suo primo concerto l'8 febbraio 1921. La seconda Filarmonica tenne il suo primo concerto il 7 febbraio 1932. L'Erie Phil si sciolse per tutta la durata della seconda guerra mondiale, poi fu ricostituita in data 23 settembre 1947. Da allora si è esibita ad Erie.
Il Coro Erie Philharmonic fu costituito nel 1953, e la Erie Philharmonic Junior è stata fondata nel 1956.
L'Erie Phil ricevette una sovvenzione di US $ 15,000 della Fondazione Comunità Erie per pubblicizzare il suo sforzo finalizzato a trovare un nuovo direttore per l'orchestra.

## Direttori musicali
- 1913-1916 Franz Kohler
- 1920-1926 Henry B. Vincent
- 1931-1947 John R. Metcalf
- 1947-1953 Fritz Mahler
- 1953-1967 James Sample
- 1967-1973 John A. Gosling
- 1973-1976 Harold Bauer
- 1976-1990 Walter Hendl
- 1990-1995 Eiji Oue
- 1996-2000 Peter Bay
- 2000-2006 Hugh Keelan
- 2007-presente Daniel Meyer